# Bille (fiume)

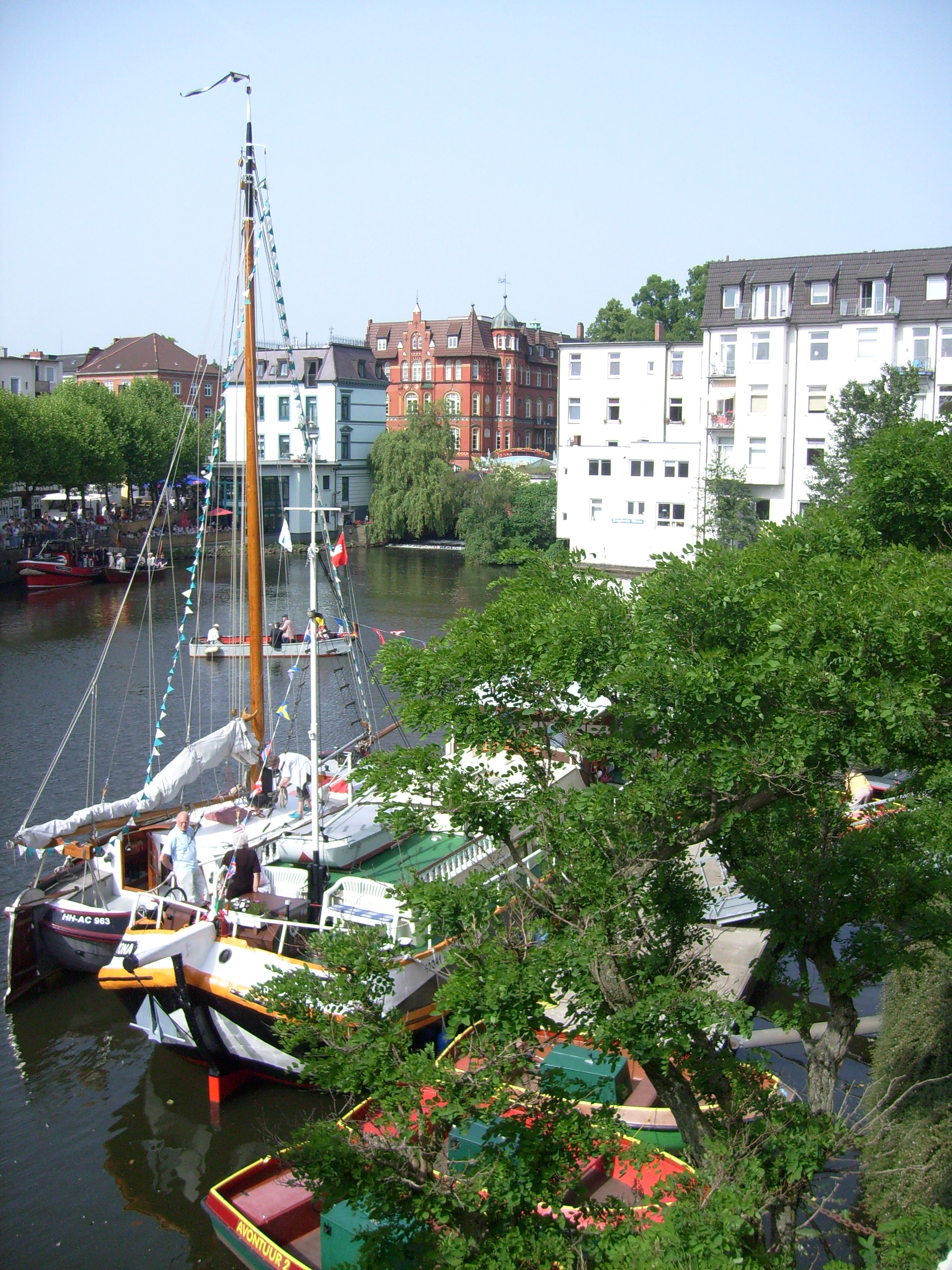
La Bille a Bergedorf (Amburgo)

La Bille è un fiume di 65 km della Germania nord-occidentale ed affluente del fiume Elba, che scorre nei Land dello Schleswig-Holstein, della Bassa Sassonia e di Amburgo, della Bassa Sassonia .

## Geografia
La Bille nasce nello Schleswig-Holstein, nei pressi di Linau, comune del Circondario del ducato di Lauenburg, e sfocia nell'Elba, ad Amburgo.

## Storia
I primi lavori lungo il fiume Bille iniziarono già nel 1208, quando furono costruiti un mulino e una diga lungo il tratto superiore del fiume.

## La Bille nella cultura di massa
- La Bille è citata in una canzone popolare amburghese che dice An de Alster, an de Elbe, an de Bill[1]

## Galleria d'immagini

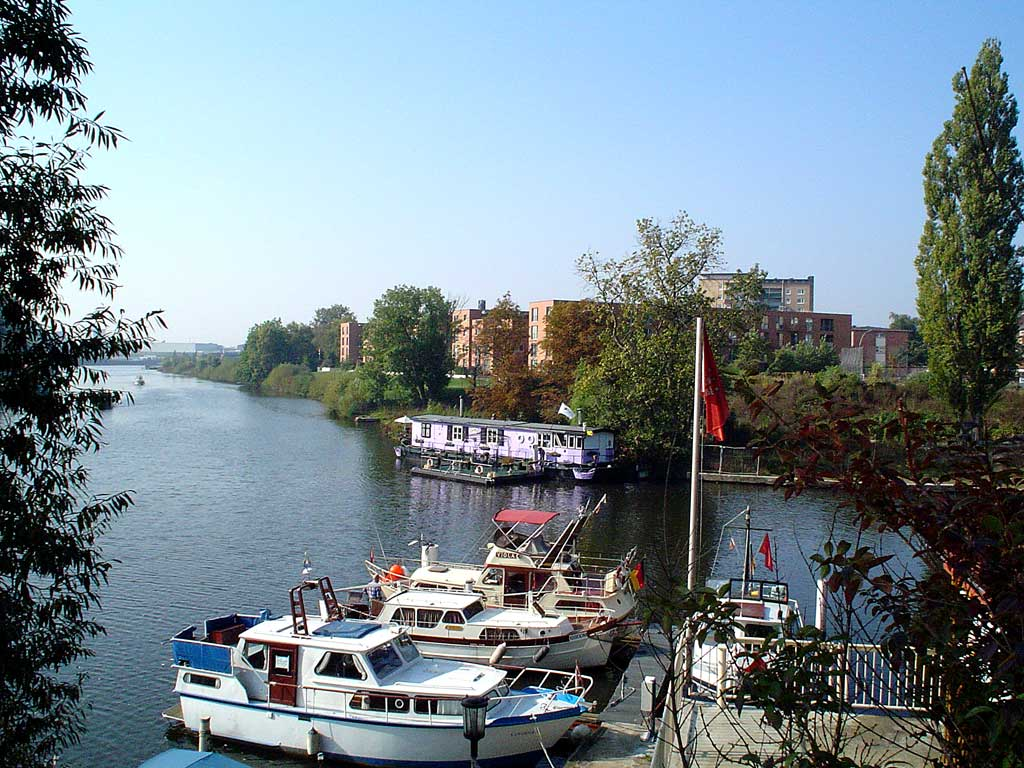
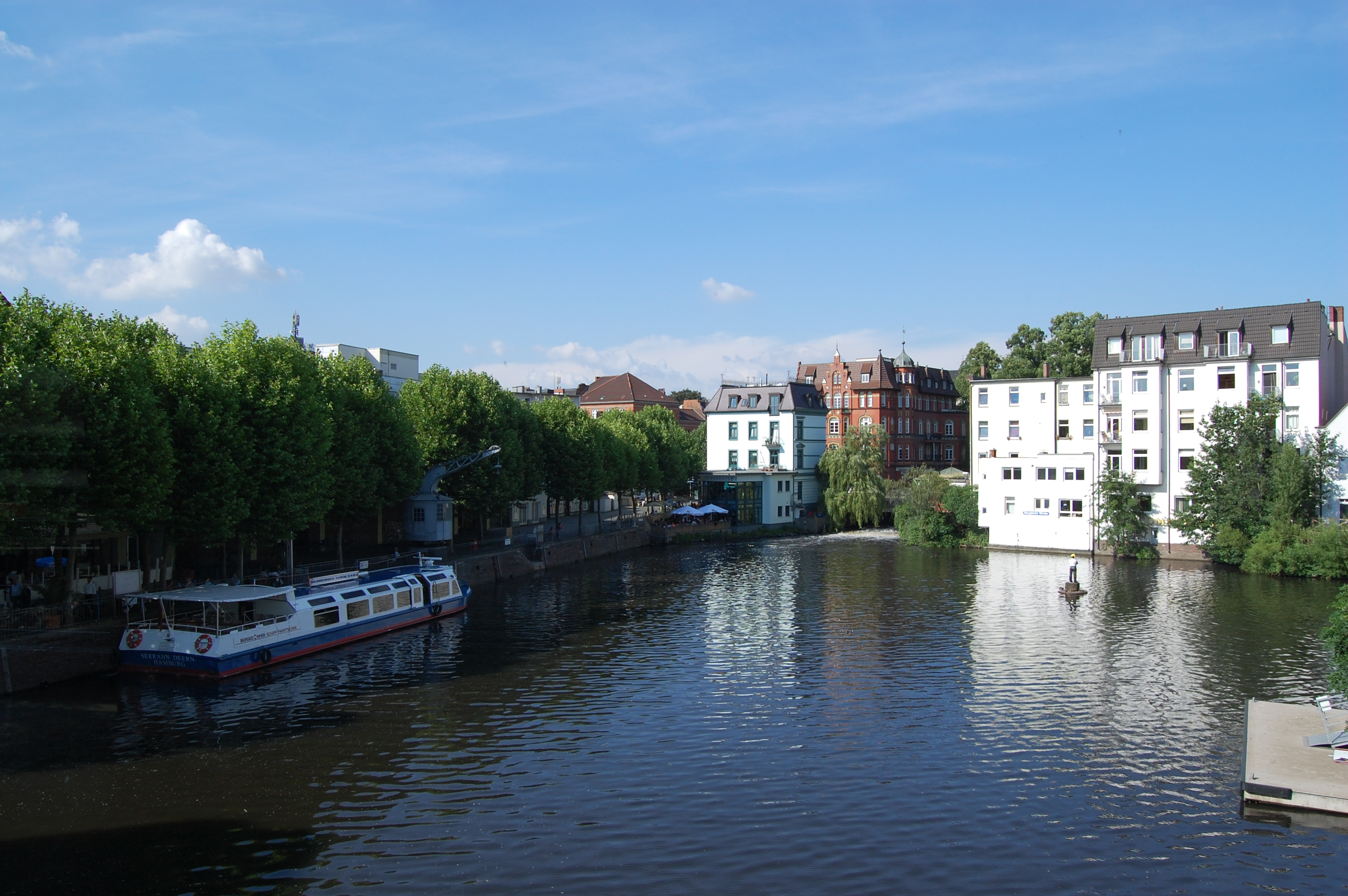
La Bille a Bergedorf
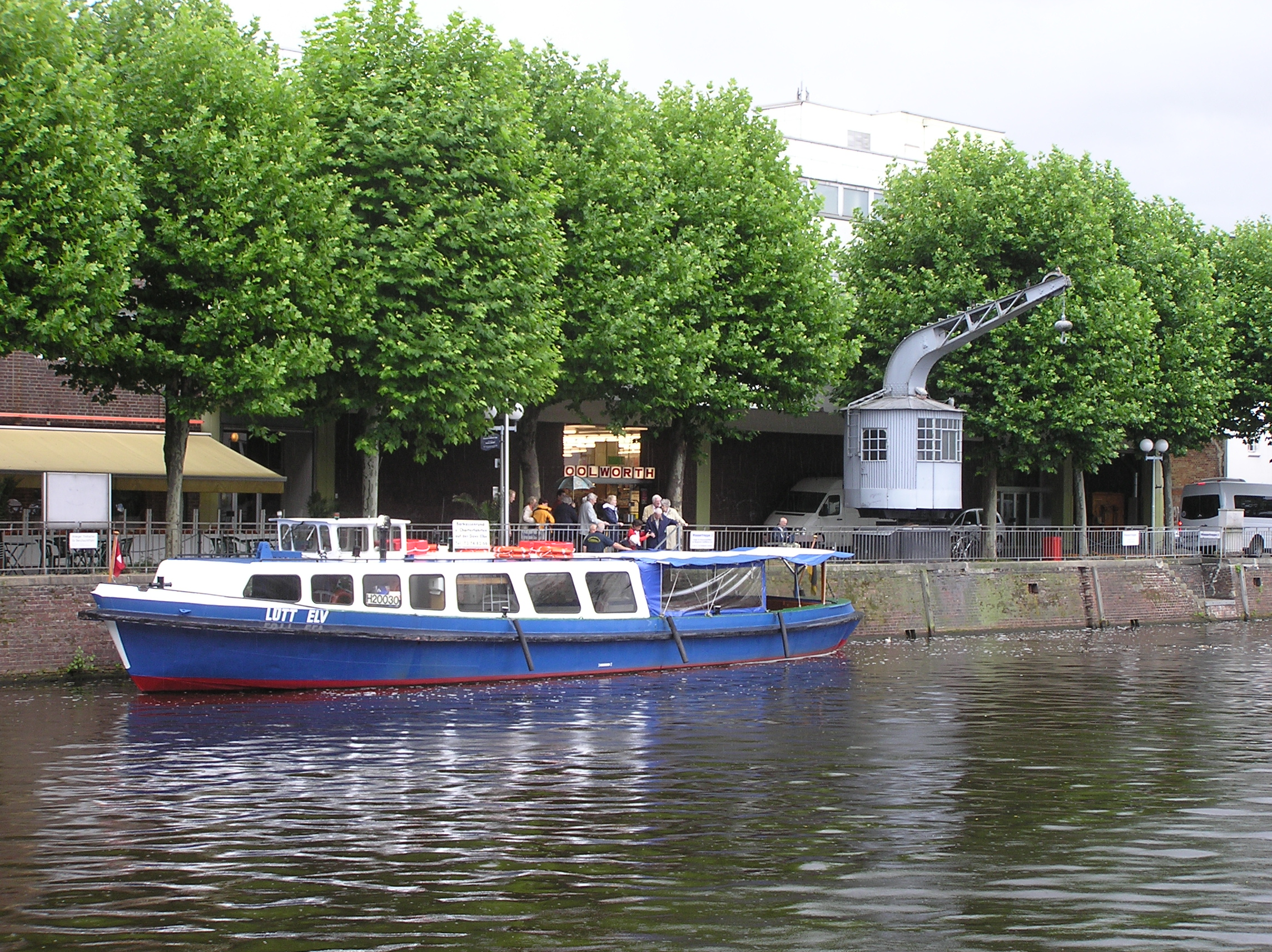
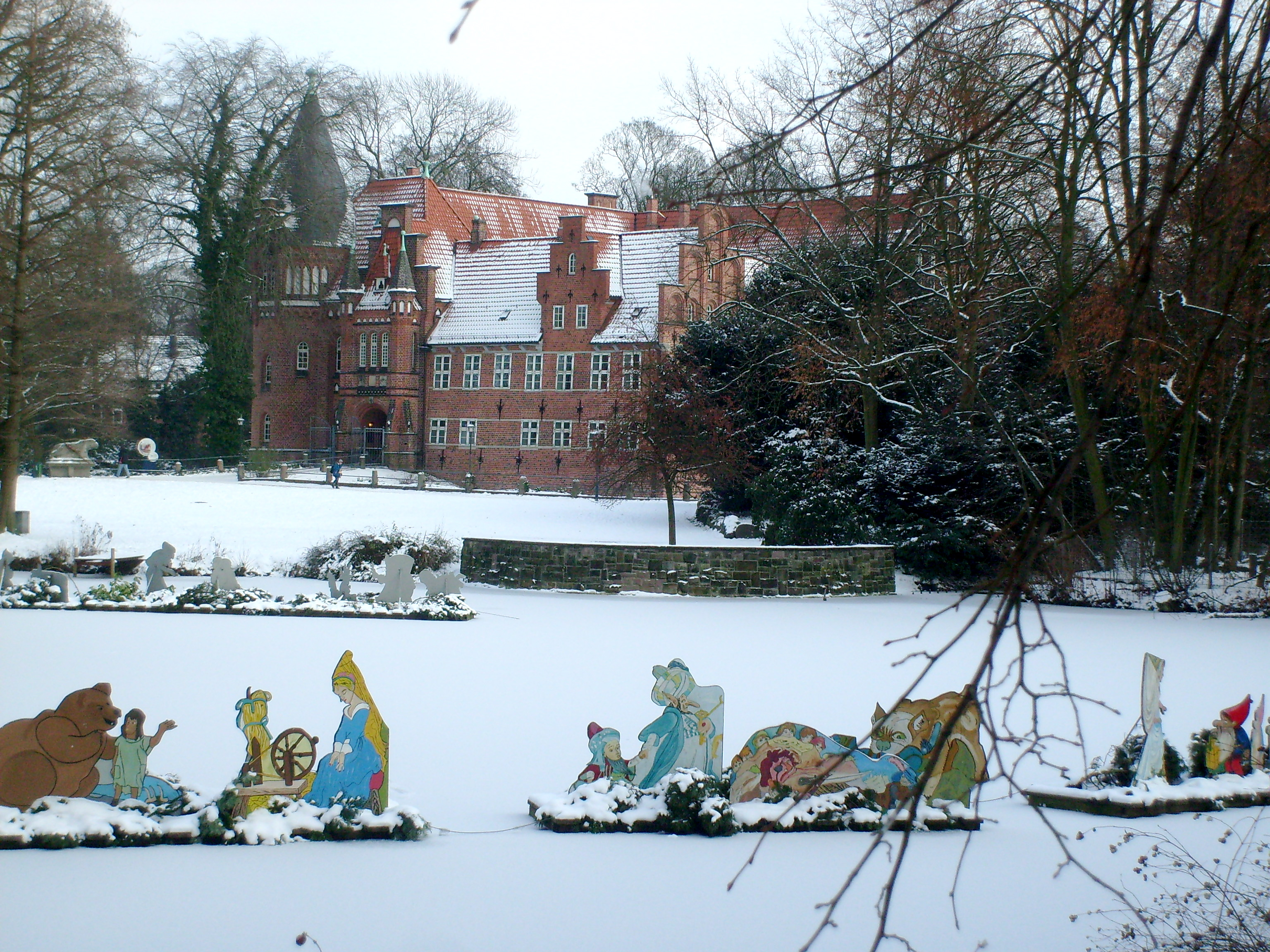
La Bille ghiacciata di fronte al castello di Bergedorf